# Radomsko (comune rurale)
Radomsko è un comune rurale polacco del distretto di Radomsko, nel voivodato di Łódź.
Ricopre una superficie di 85,34 km² e nel 2004 contava 5 618 abitanti.
Il capoluogo è Radomsko, che non fa parte del territorio ma costituisce un comune a sé.